# Дієго де Ланда

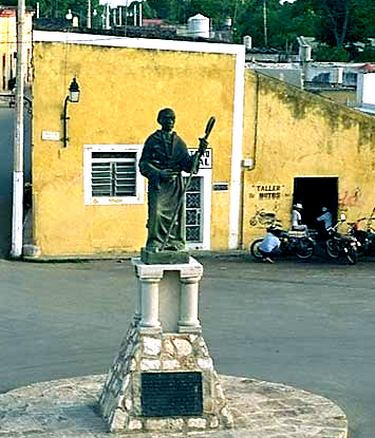
Пам'ятник Дієго де Ланда в Ісамалі, Мексика

Діє́го де Ла́нда (ісп. Diego de Landa Calderón; 12 листопада 1524 року, Сіфуентес, Іспанія — †1579, Мерида, Нова Іспанія) — іспанський єпископ Римо-католицької архієпархії Юкатану. Дієго де Ланда увійшов у світову історію як неоднозначна фігура: з одного боку, він залишив для майбутніх поколінь цінну інформацію про доколумбову епоху цивілізації мая, а з другого — його дії спричинили знищення великої частини культурної спадщини мая.

## Життя
Народився 1524 року в Іспанії. У 1541 році Дієго де Ланда став францисканським монахом. У цьому статусі 1549 року його місіонером відправили до Юкатану (разом з іншими монахами-францисканцями). Перед ним, як і перед іншими ченцями ордену, стояло завдання поширювати римо-католицьку віру серед народу мая. Процес покатоличення розпочався після того, як Юкатан був завойований Іспанією. До цього мая були язичниками. Його першим призначенням була місія в монастирі Сан-Антоніо в Ісамалі, який одночасно слугував його першим притулком під час перебування на Юкатані. Ланда досить наполегливо й завзято навертав мая в цілком нову та незвичну для них віру, використовуючи при цьому насильство й навіть аутодафе, за що його неодноразово критикували та звинувачували, зокрема місцевий єпископ Франціско де Тораль. Коли у 1571 Тораль помер, на його місце єпископом було призначено саме Ланду. Таким чином, він став другим єпископом після Тораля. Період перебування Ланди на посту єпископа позначився тривалими кампаніями з викорінення ідоловірства. Він, зокрема, намагався прихилити на свій бік опозиційну йому світську владу, яка вважала його методи боротьби надмірними.
Дієго де Ланда є автором рукописної книги «Relación de las cosas de Yucatán», присвяченої релігії й мові мая, а також культурі та системі письма цього народу. Цей манускрипт було створено приблизно 1566 року по його поверненню до Іспанії. Утім, оригінальні копії давно були втрачені.

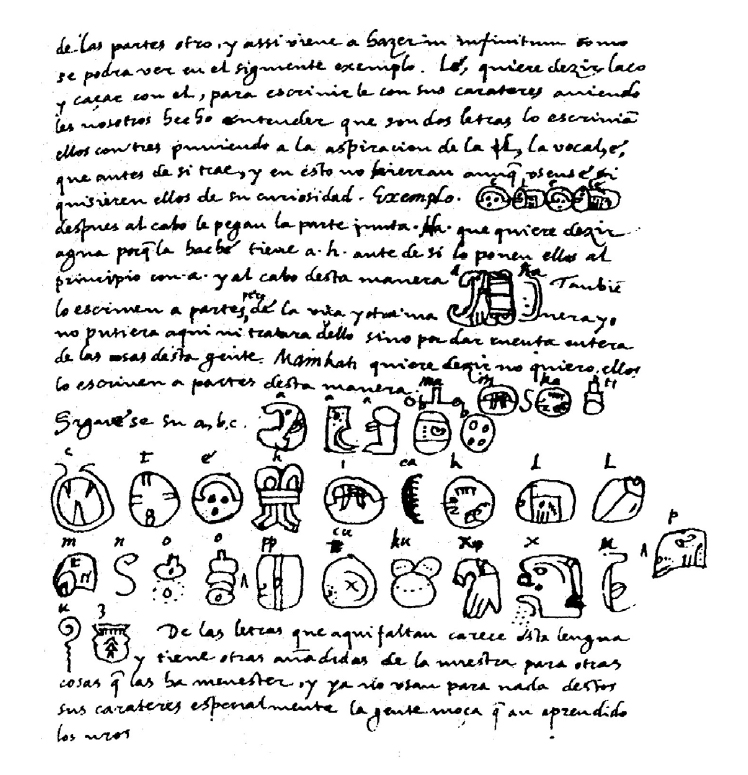
Фрагмент сторінки з книги «Relación de las Cosas de Yucatán»

## Знищення культурної спадщини мая

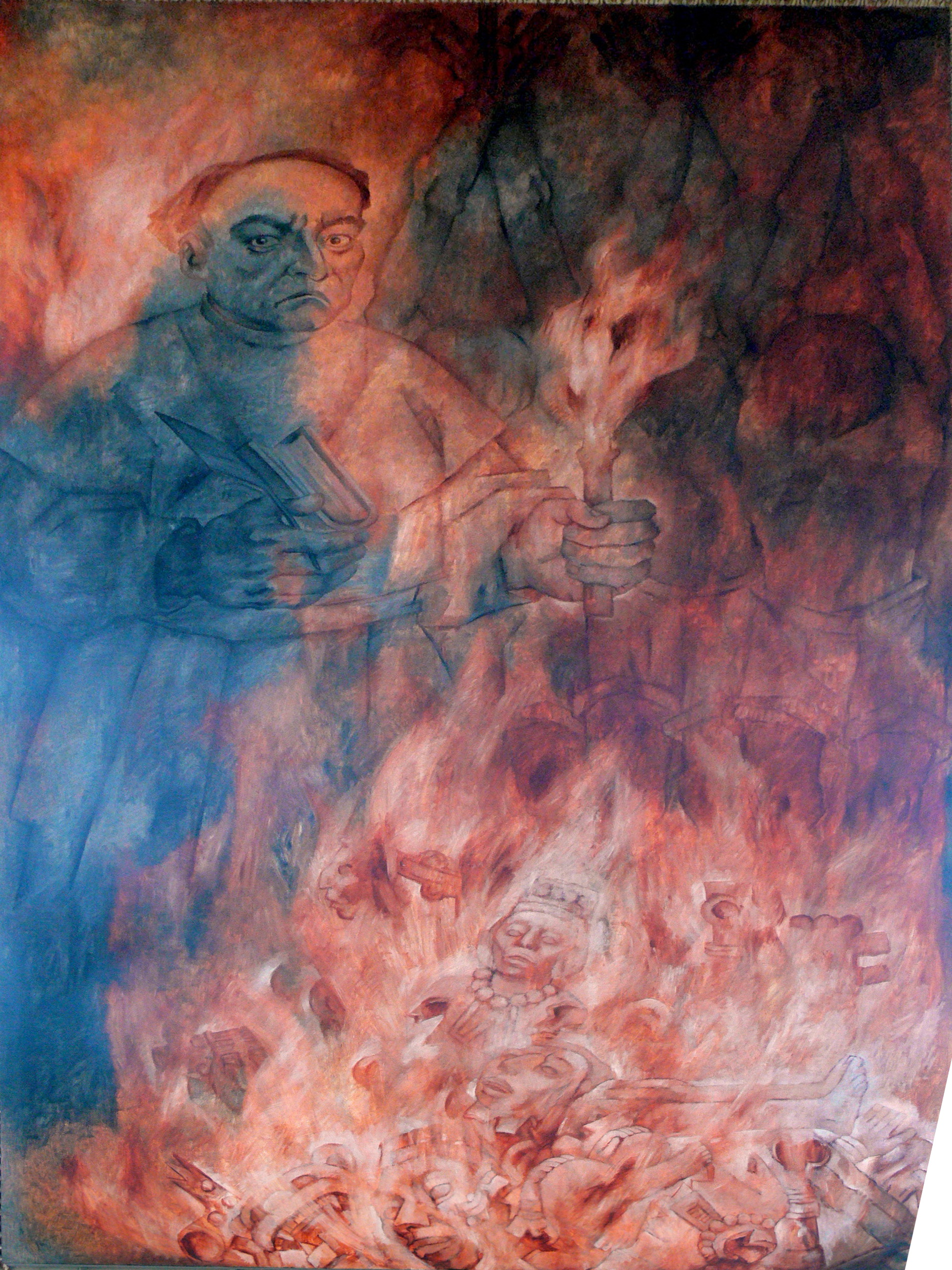
Дієго де Ланда спалює артефакти мая. Фреска художника Fernando Castro Pacheco

Дієго де Ланда, дізнавшись про те, що навернені в християнство мая продовжували здійснювати ідолопоклонство, призначив інквізицію в Мані, де відбулося сумнозвісне аутодафе. Під час цієї церемонії 12 липня 1562 року було спалено принаймні сорок неоціненних рукописних книг мая (так званих кодексів) та приблизно 20 000 культових зображень. Ця подія стала чорною плямою в біографії як самого Ланди, так і в історії християнізації Центральної Америки.
Інквізиція Ланди не обмежувалася лише руйнуванням культурних пам'яток. Ланда вдавався й до насильницьких методів щодо автохтонного населення. Ці методи вважали надзвичайно жорсткими навіть представники церкви, зокрема попередник Ланди, єпископ Франціско де Тораль. Багатьох шляхетних представників мая було ув'язнено. Велику кількість як вельможних, так і простих людей було піддано жорстоким тортурам з метою нібито розслідування. Насильницькі методи Ланди змусили багатьох мая тікати в ліси, щоб уникнути подальших знущань.